# Conquista zúngara de Altishahr
La Conquista Dzungar de Altishahr tuvo como resultado que el Kanato de Zungaria budista tibetano en Zungaria conquistara y subyugara al Genghisid gobernado por el Kanato de Chagatai en Altishahr, en la Cuenca del Tarim. Esto puso fin a la independencia del Janato Chagatai.

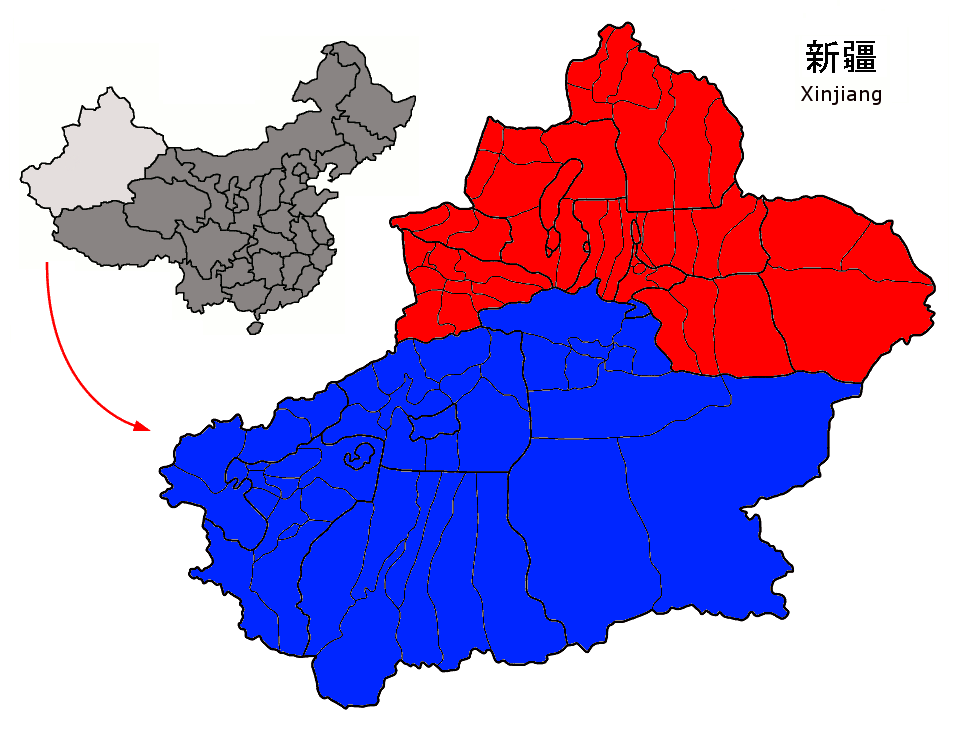
Dzungaria (rojo) y la cuenca del Tarim (azul)

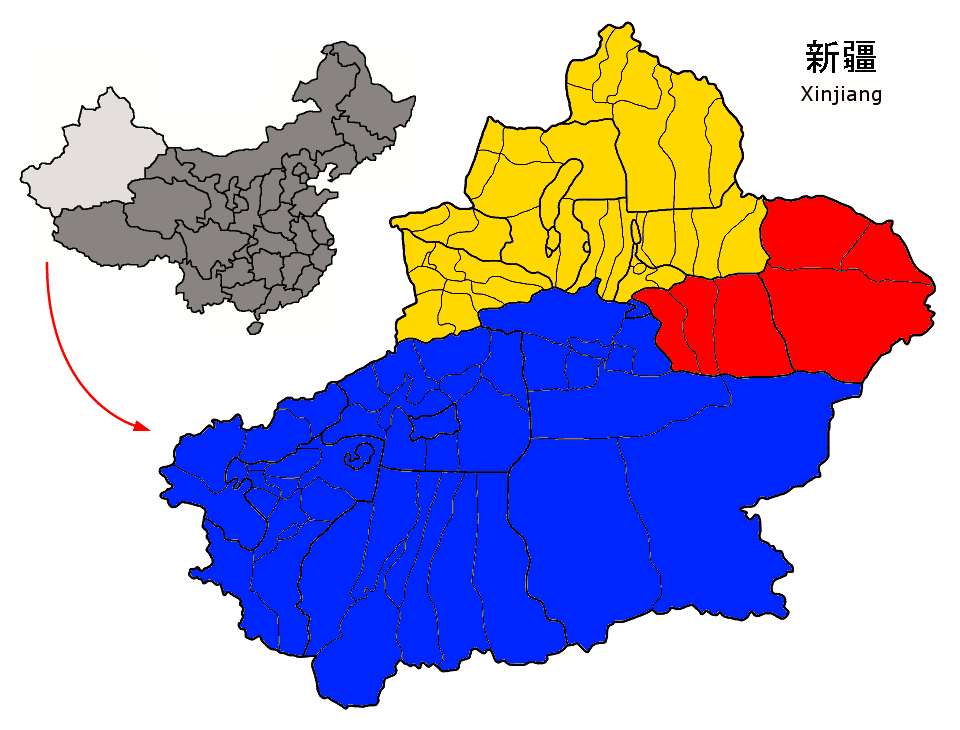
Norte de Xinjiang (Cuenca de Dzunggar) (Amarillo), Este de Xinjiang- Depresión de Turpan (Prefectura de Turpan y Hami) (Rojo) y Cuenca de Tarim (Azul)

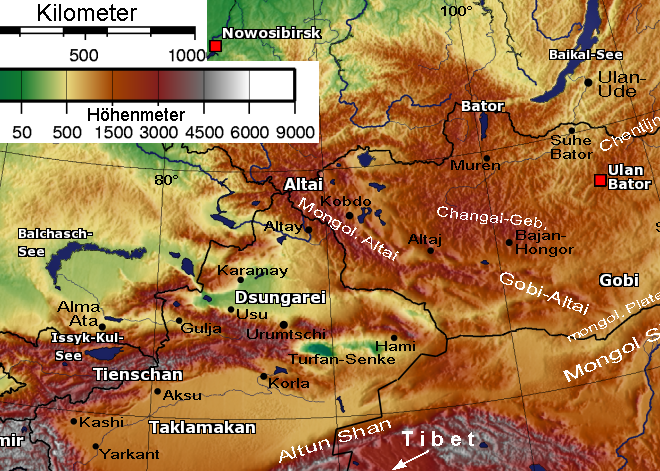
Mapa físico que muestra la separación de Dzungaria y la cuenca del Tarim por el Tian Shan

## Conquista

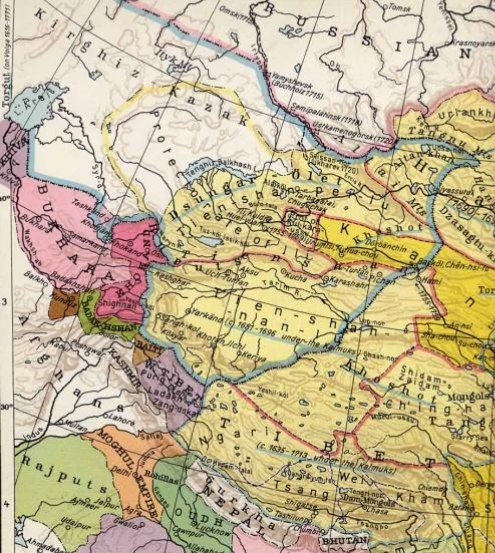
El kanato de Dzungar (hacia 1750) (dentro de los bordes azules)

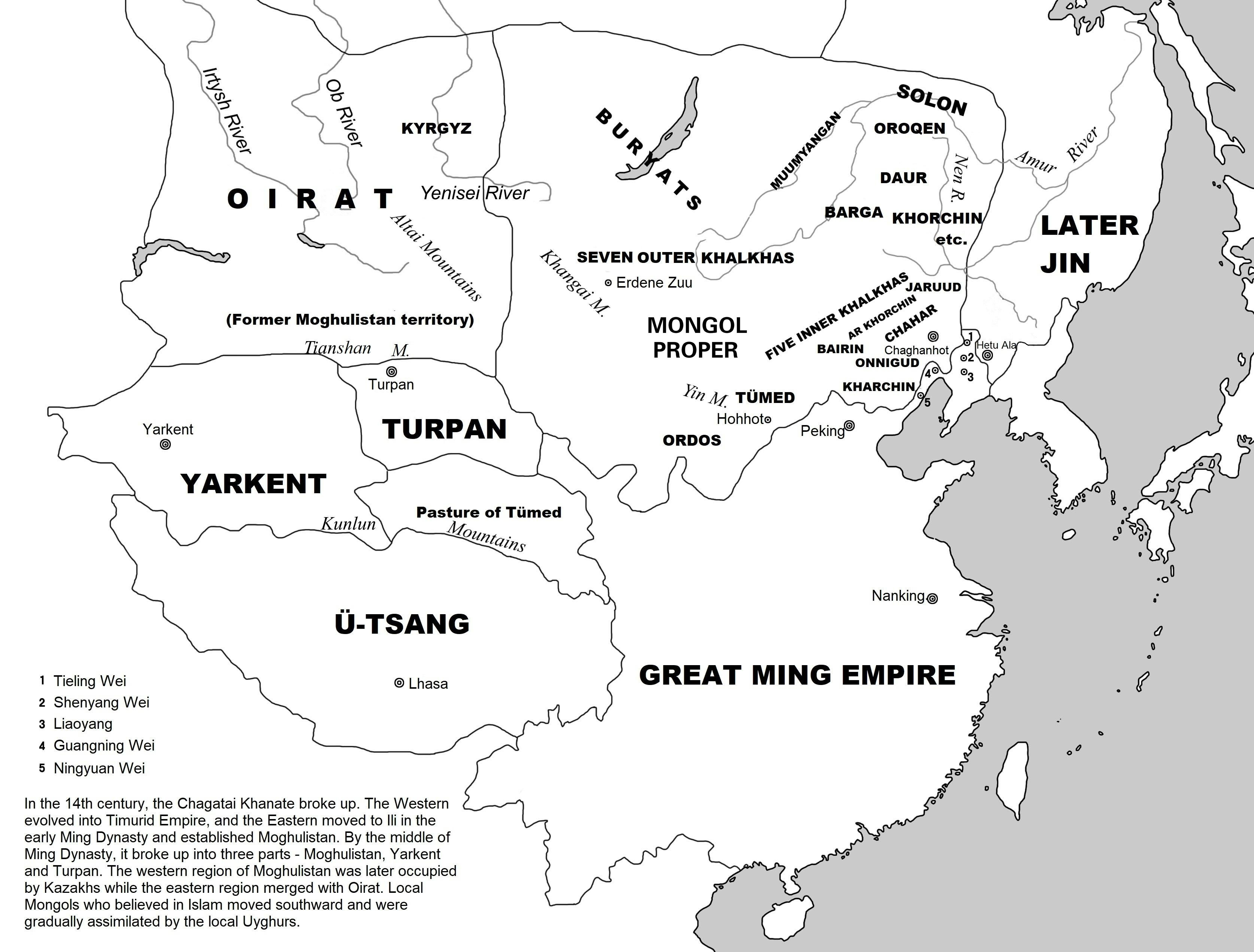
1616 mapa que muestra el Oirats en Dzungaria y el Khanate Chagatai en la cuenca del Tarim

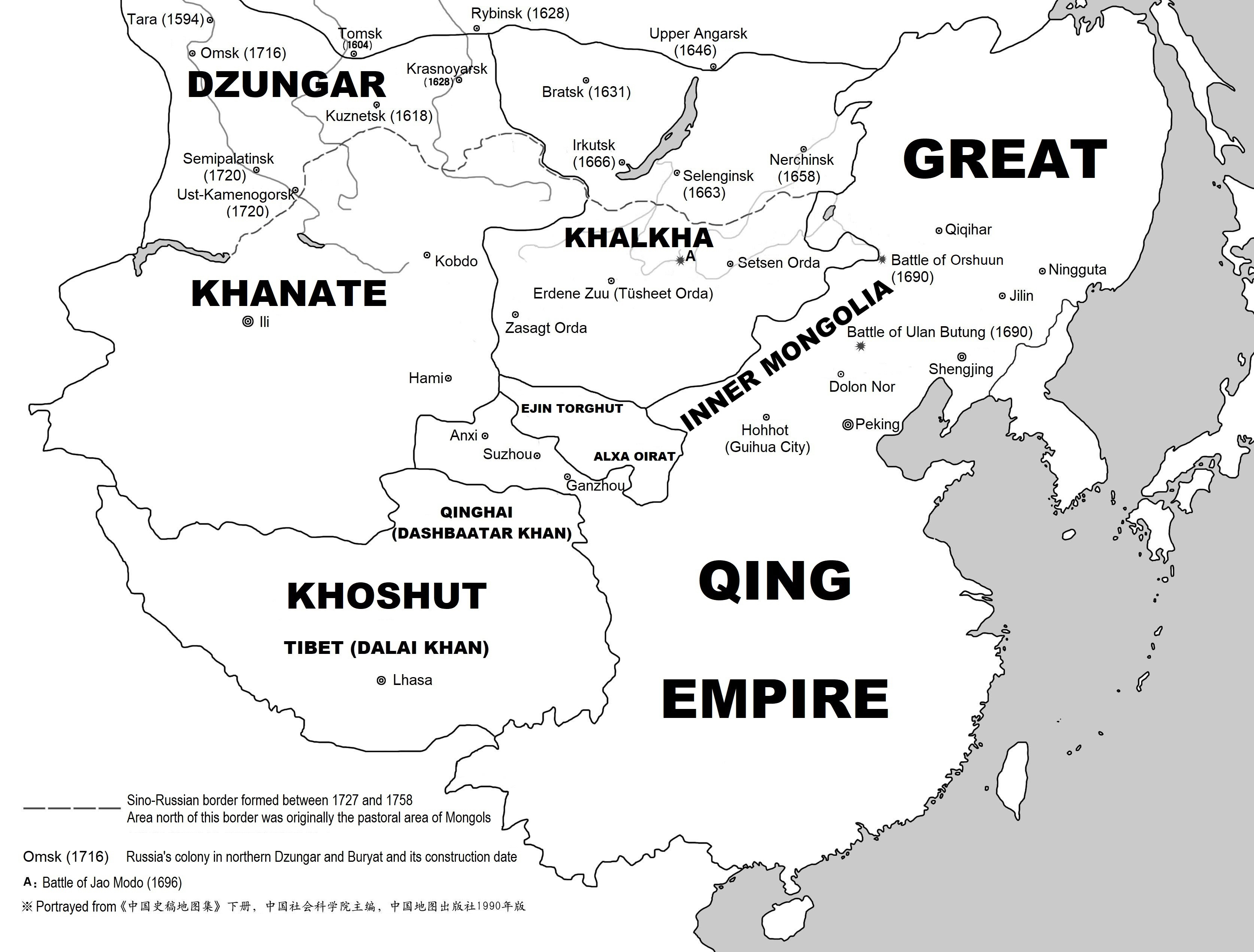
Mapa de 1689 que muestra el kanato de Dzungar después de que conquistó el kanato de Chagatai en la cuenca del Tarim

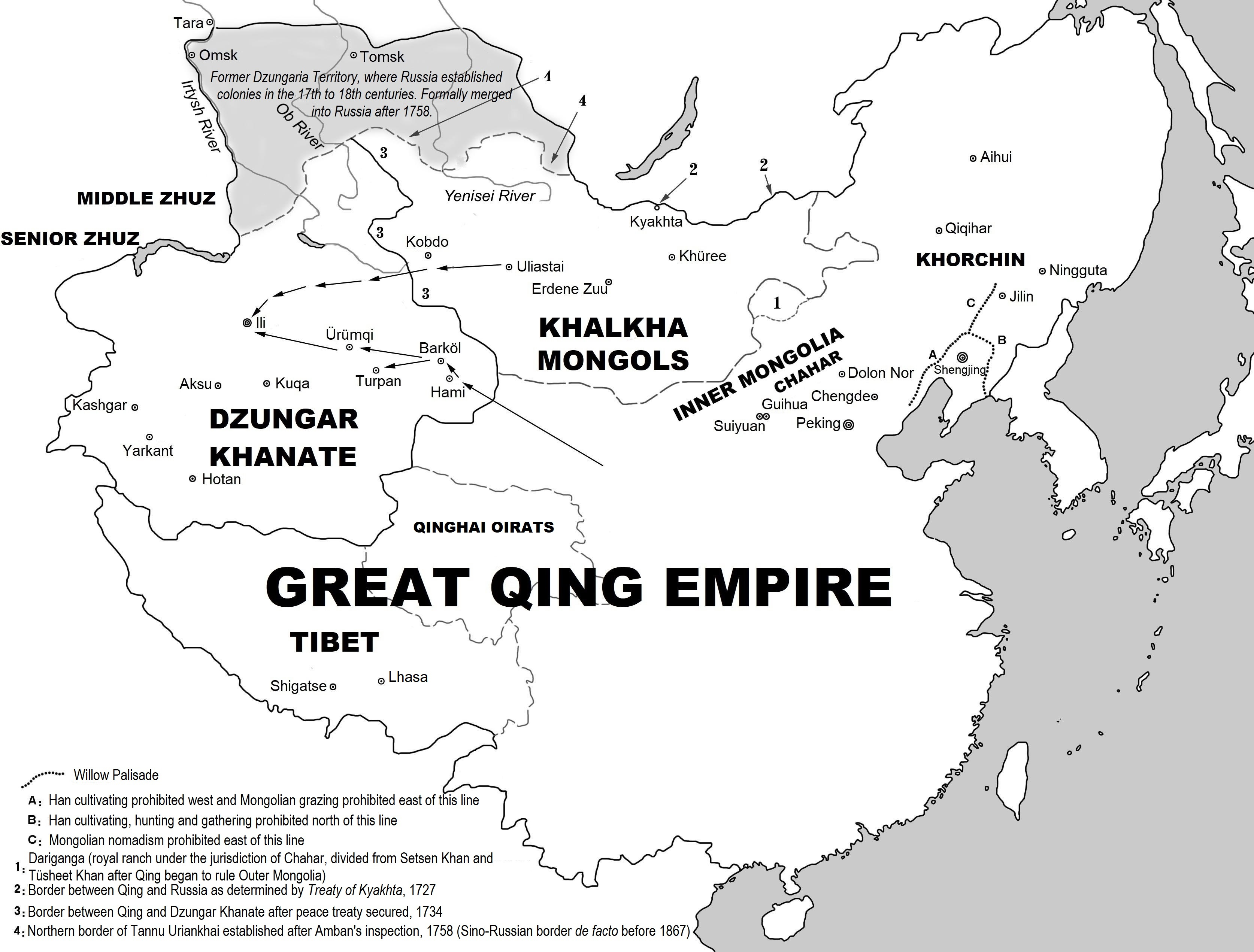
Mapa de 1757 que muestra las campañas contra los Dzungar y la pacificación de Xinjiang (1755-1759)

Los turcos musulmanes sedentarios de la cuenca del Tarim fueron gobernados originalmente por el Kanato de Zungaria, mientras que los nómadas budistas Oirat Dzungar de Dzungaria gobernaban el Kanato de Zungaria.
Los Dzungar Oirats dirigidos por Sengge atacaron el Janato Chagatai durante el reinado de Abdullah Khan.
Los Naqshbandi Sufi Khojas, descendientes del Profeta Muhammad, habían reemplazado a los Khans Chagatayid como autoridad gobernante de la cuenca del Tarim a principios del siglo XVII. Hubo una lucha entre dos facciones de khojas, la afaqi (montaña blanca) y la ishaqi (montaña negra). Los Ishaqi derrotaron a los Afaqi, lo que hizo que el Khoja Afaqi invitara al 5º Dalai Lama, líder de los budistas tibetanos, a intervenir en su favor en 1677. El 5º Dalai Lama pidió entonces a sus seguidores budistas de Dzungar, en el Janato de Dzungar, que actuaran de acuerdo con esta invitación. El Dzungar Khanate conquistó entonces la cuenca del Tarim en 1680, estableciendo al Khoja Afaqi como su gobernante títere.
El Khoja Afaq pidió al 5º Dalai Lama, cuando huyó a Lhasa, que ayudara a su facción Afaqi a tomar el control de la cuenca del Tarim (Kashgaria). El Dalai Lama pidió entonces al líder dzungar Galdan que restaurara a Khoja Afaq como gobernante de Kashgaria. Khoja Afaq colaboró con los dzungares de Galdan cuando éstos conquistaron la cuenca del Tarim entre 1678 y 1680 y establecieron a los khojas Afaqi como gobernantes clientes títeres. El  Quinto Dalai Lama bendijo la conquista de Galdan de la cuenca del Tarim y de la cuenca de Turfan. El 5º Dalai Lama recibió del Dzungar Khan Galdan un botín de guerra incautado a los musulmanes. Los musulmanes fueron llamados "herejes" por ellos.
Los Qarataghlik (Montañas Negras) propagaron la literatura anti-Afaq Khoja. Por su acción de invitar a la invasión y el dominio dzungar, Afaq Khoja es visto como un pérfido colaborador traidor por algunos nacionalistas uigures, mientras que él y su tumba seguían siendo honrados y venerados como un santo por otros uigures.

## Los Dzungar dominan Altishahr
Llegamos ahora al surgimiento de los zungares o kalmuks, una raza mongola que habitaba entonces en Ili y los distritos circundantes. Bajo el mando del Khan Haldan Bokosha, una de las figuras más destacadas de la época, su poder se extendía hacia el norte, hasta Siberia, y hacia el sur, hasta Kucha, Karashahr y Kunya-Turfan; pero Haldan se rebeló contra los chinos y fue derrotado con contundencia.
Su sobrino y sucesor, Tse Wang Rabdan, gobernó desde Hami en el este hasta Khokand en el oeste y, hasta su asesinato en 1727, fue el más poderoso de los gobernantes zungarianos. Los mongoles de Torgut, por miedo a él, huyeron a las orillas del Volga. Sir Henry Howorth ofrece un interesante relato de las relaciones entre Tse Wang y los rusos, del que se desprende que Pedro el Grande, atraído por los rumores de la existencia de oro en el Turquestán oriental, envió un cuerpo de 3000 hombres por el Irtish con Yarkand como objetivo; pero los zúngaros asaltaron la columna y la obligaron a retirarse.
Volviendo a la familia Khoja, su miembro más célebre fue Hidayat Ulla, conocido como Hazrat Apak o "Su Alteza la Presencia", jefe de los Ak Taulins, que era considerado un Profeta sólo superado por Mohamed. Expulsado de Kashgar, se refugió en Lhassa, donde el Dalai Lama se hizo amigo suyo y le aconsejó que buscara la ayuda de los zungares. En 1678, éstos se apoderaron de Kashgar, que permaneció en su poder durante muchos años, y Hazrat Apak gobernó como lugarteniente del Khan, pagando un tributo equivalente a 62 000 libras al año. En su vejez, el santo se retiró del mundo para terminar sus días entre sus discípulos. -.

El Dzungar Khan Galdan lanzó su invasión de la cuenca del Tarim en 1680. Los dzungares habían recibido sumisiones de Hami y Turfán, que enviaron soldados para unirse a la fuerza dzungar de 120 000 hombres en la invasión. El ejército dzungar Oirat y sus aliados de la secta de la Montaña Blanca conquistaron entonces fácilmente el Tarim, derrotando y matando al príncipe chagatai Bābak Sultān, hijo del líder chagatai Ismā'il Khan. Kashgar y Yarkand cayeron en manos de los dzungares y éstos mataron al general chagatai Yiwazibo Beg. Los dzungares habían deportado a la familia real chagatai de Isma'il Khan a Ili después de capturarlos.
El regio chagatai ʿAbdu r-Rashīd Khan II fue nombrado gobernante títere por Galdan, sin embargo, Āfāq Khoja pronto causó problemas y las luchas entre Āfāq y ʿAbdu r-Rashīd llevaron al segundo exilio de Āfāq y ʿAbdu r-Rashīd también se vio obligado a exiliarse en Ili después de que en Yarkand se produjera un estallido de violencia en 1682, y fue sustituido por Muhammad Amin Khan que era su hermano menor. La China Qing recibió tributo de Muhammad Amin a través de Turfan dos veces, en 1690 los mogoles recibieron una embajada de él, y en 1691 Muhammad Amin pidió la liberación de los infieles de Qirghiz (Dzungars) cuando el Khan Subhān Quli de Bujará recibió su embajada, fueron intentos de Muhammad Amin de pedir ayuda a estos países extranjeros (China Qing, India mogol y Bujara) contra los dzungares para recuperar la independencia.
Los partidarios de los Āfāqi Khoja de las Montañas Blancas se rebelaron y asesinaron a Muhammad Amin en 1694 y tomaron el poder bajo Yahyā Khoja, hijo de Āfāq Khoja, pero el gobierno de los Āfāqi continuó sólo dos años antes de que las revueltas provocaran el asesinato de ambos, hijo y padre Khojas. Muhammad Mu'min (Akbash Khan), otro hermano menor de ʿAbdu r-Rashīd, fue nombrado Khan en 1696, sin embargo, los kashghar begs y los kirguises organizaron una revuelta y apresaron a Muhammad Mu'min durante un asalto a Yarkand, entonces los Dzungars fueron solicitados para intervenir por los begs de Yarkand, lo que resultó en que los Dzungars derrotaran a los kirguises y pusieran un fin total al gobierno Chagatai instalando a Mirzā 'Ālim Shāh Beg como gobernante en Yarkand.
Desde 1680 los dzungares habían gobernado como amos suzerain sobre el Tarim, durante 16 años más utilizando a los chagatai como sus gobernantes títeres. Los dzungares utilizaron un sistema de rehenes para gobernar la cuenca del Tarim, manteniendo como rehenes en Ili a los hijos de los líderes, como los khojas y los khanes, o a los propios líderes. Aunque la cultura y la religión de los uigures se dejaron en paz, los dzungares los explotaron económicamente de forma sustancial.
Los uigures fueron obligados por los dzungares a pagar múltiples impuestos, gravosos y de cuantía determinada, que ni siquiera tenían capacidad de pagar. Incluían el impuesto sobre la conservación del agua, el impuesto sobre los animales de tiro, el impuesto sobre la fruta, el impuesto sobre las encuestas, el impuesto sobre la tierra, el impuesto sobre los árboles y la hierba, el impuesto sobre el oro y la plata y el impuesto sobre el comercio. En el reinado de Galdan Tseren, los dzungares cobraban anualmente un impuesto de 67 000 tangas de plata al pueblo de Kashgar, un impuesto del cinco por ciento a los comerciantes extranjeros y del diez por ciento a los mercaderes musulmanes, la gente tenía que pagar un impuesto sobre la fruta si poseía huertos y los mercaderes tenían que pagar un impuesto sobre el cobre y la plata. Los dzungares extraían anualmente 100 000 tangas de plata en concepto de impuestos de Yarkand y les imponían un impuesto sobre el ganado, la mancha, el comercio y el oro. Los dzungares extraían 700 taeles de oro, y también algodón, cobre y tela, de las seis regiones de Keriya, Kashgar, Khotan, Kucha, Yarkand y Aksu, según afirma el topógrafo ruso Yakoff Filisoff. Los dzungares extraían más del 50% de las cosechas de trigo de los musulmanes según el Qi-yi-shi (Chun Yuan), y entre el 30 y el 40% de las cosechas de trigo de los musulmanes según el Xiyu tuzhi, que calificaba el impuesto de saqueo de los musulmanes. Los dzungares también extorsionaban a los musulmanes con impuestos adicionales sobre el algodón, la plata, el oro y los bienes comerciados, además de hacerles pagar el impuesto oficial. Los dzungares extraían a diario de los uigures vino, carne y mujeres y un regalo de despedida por la fuerza, ya que iban a recoger físicamente los impuestos de los musulmanes uigures, y si no estaban satisfechos con lo que recibían, violaban a las mujeres y saqueaban y robaban propiedades y ganado. Collares de oro, diamantes, perlas y piedras preciosas de la India fueron extraídos de los uigures bajo el mando de Dāniyāl Khoja por Tsewang Rabtan cuando su hija se iba a casar.
Fueron obligadas por Kashgar a pagar anualmente 67 000 patman (cada patman son 4 piculs y 5 pecks) de grano 48 000 onzas de plata a los dzungares y el dinero en efectivo también fue pagado por el resto de las ciudades a los dzungares. Los dzungares también extraían de la cuenca del Tarim los impuestos sobre el comercio, la molienda y la destilación, la mano de obra de la corvée, el azafrán, el algodón y el grano. En cada temporada de cosecha, los dzungares debían proporcionarles mujeres y alimentos cuando venían a cobrarles los impuestos.
Cuando los dzungares cobraban el tradicional impuesto de capitación nómada a los musulmanes de Altishahr, éstos lo consideraban como el pago de la jizyah, un impuesto tradicionalmente cobrado a los no musulmanes por los conquistadores musulmanes.
Los uigures conocidos como tariyachin fueron esclavizados y trasladados involuntariamente a Ili y otras partes de Dzungaria para realizar trabajos agrícolas en granjas de los dzungares, y éstos castigaron duramente a los musulmanes que intentaron huir, considerando a los uigures como inferiores. Los dzungares obligaban a los agricultores turcos musulmanes que se convertían en sus prisioneros a trasladarse desde el sur de Xinjiang (Altishahr) al norte de Xinjiang (Dzungaria) para trabajar en las granjas de Ili, de modo que los dzungares pudieran beneficiarse de los alimentos cultivados en las granjas.
A los uigures trasladados a Ili se les impuso mano de obra de todo tipo y elevados impuestos. Los mercaderes uigures (Boderge) desempeñaban un papel crucial en el comercio como intermediarios entre los extranjeros y la nobleza dzungar, pero ya entonces los dzungares los consideraban inferiores y como esclavos. Qianlong dijo: Durante el apogeo de los dzungares, se les hizo trabajar [a los uigures] como esclavos, se les obligó a abandonar sus antiguas viviendas para venir a Ili y se les hizo reencauzar el agua para plantar arroz. Sirvieron y pagaron impuestos sin atreverse a aflojar. Llevan años albergando odio.
La mayor parte de la élite dzungar, como nobles, lamas y funcionarios, se benefició del saqueo de otros pueblos, comiendo bien y vistiéndose bien con la construcción de espectaculares templos, mientras que los pastores dzungar de a pie seguían en la pobreza. Era un sistema de "opresión racial y de clase" por parte de los dzungares sobre los uigures comunes, lo que llevó a la oposición uigur contra el dominio dzungar.
La derrota de los dzungares por parte de los Qing fue acompañada de la resistencia antidzungar de los uigures comunes, muchos de ellos, incapaces de soportar su miseria, que era como vivir en un mar de fuego, huyeron pero no pudieron encontrar un lugar donde establecerse pacíficamente. Los uigures llevaron a cabo actos de resistencia, como esconder los bienes que se recaudaban en concepto de impuestos o resistirse violentamente a los recaudadores de impuestos Dzungar Oirat, pero estos incidentes fueron poco frecuentes y la oposición generalizada contra Dzungar no llegó a materializarse. Muchos opositores al gobierno dzungar como los uigures y algunos dzungares disidentes escaparon y desertaron a la China Qing durante 1737-1754 y proporcionaron a los Qing información sobre los dzungares y expresaron sus quejas. ʿAbdu l-Lāh Tarkhān Beg y sus uigures Hami desertaron y se sometieron a la China Qing después de que los Qing infligieran una devastadora derrota en la batalla de Jao Modo al líder dzungar Galdan en septiembre de 1696.
El líder uigur Emin Khoja (Amīn Khoja) de Turfan se sublevó contra los dzungares en 1720 mientras los dzungares bajo el mando de Tsewang Rabtan eran atacados por los Qing, y luego también desertó y se sometió a los Qing. Los uigures de Kashgar bajo el mando de Yūsuf y su hermano mayor Jahān Khoja de Yarkand se rebelaron en 1754 contra los dzungares, pero Jahān fue hecho prisionero por los dzungares tras ser traicionado por el uigur de Uch-Turfan Xiboke Khoja y el uigur de Aksu Ayyūb Khoja. Kashgar y Yarkand fueron asaltadas por 7000 uigures de Khotan al mando de Sādiq, hijo de Jahān Khoja. Los uigures apoyaron el asalto Qing de 1755 contra los dzungares en Ili, que se produjo al mismo tiempo que las revueltas uigures contra los dzungares. Uigures como Emin Khoja, 'ʿAbdu l-Mu'min y Yūsuf Beg apoyaron el ataque Qing contra Dawachi, el Dzungar Khan. Los Uch-Turfan Uighur Beg Khojis (Huojisi) apoyaron al general Qing Ban-di contra para engañar a Davachi y hacerlo prisionero. Los Qing y Amin Khoja y sus hijos trabajaron juntos para derrotar a los dzungares bajo el mando de Amursana.
Desde el siglo XVII hasta mediados del XVIII, entre la China propiamente dicha y Transoxania, toda la tierra estuvo bajo el dominio de los dzungares. En Semirechye, los kirguises y los kazakos fueron expulsados a la fuerza por los dzungares y el kanato de Kashgar fue conquistado. Sin embargo, el Imperio Dzungar fue aniquilado por la China Qing entre 1755 y 1758 en un formidable asalto, poniendo fin al peligro de los estados de Asia Central por la amenaza dzungar.